# Kauratteenjärvi
Kauratteenjärvi är en sjö i kommunen Padasjoki i landskapet Päijänne-Tavastland i Finland. Arean är 36 hektar och strandlinjen är 2,97 kilometer lång. Sjön  ingår i Kymmene älvs huvudavrinningsområde.   Den ligger omkring 52 km nordväst om Lahtis och omkring 140 km norr om Helsingfors. 